# Anastasia Anastasio
Anastasia Anastasio (15 de julio de 1990) es una deportista italiana que compitió en tiro con arco, en la modalidad de arco compuesto.
Ganó una medalla en el Campeonato Mundial de Tiro con Arco al Aire Libre de 2007, cuatro medallas en el Campeonato Europeo de Tiro con Arco al Aire Libre entre los años 2010 y 2018, y tres medallas en el Campeonato Europeo de Tiro con Arco en Sala, en los años 2013 y 2015.

## Palmarés internacional
| Campeonato Mundial al Aire Libre | Campeonato Mundial al Aire Libre | Campeonato Mundial al Aire Libre | Campeonato Mundial al Aire Libre |
| Año                              | Lugar                            | Medalla                          | Prueba                           |
| -------------------------------- | -------------------------------- | -------------------------------- | -------------------------------- |
| 2007                             | Leipzig (Alemania)               | Medalla de plata                 | Equipo                           |
| Campeonato Europeo al Aire Libre |                                  |                                  |                                  |
| Año                              | Lugar                            | Medalla                          | Prueba                           |
| 2010                             | Rovereto (Italia)                | Medalla de plata                 | Equipo                           |
| 2012                             | Ámsterdam (Países Bajos)         | Medalla de plata                 | Individual                       |
| 2012                             | Ámsterdam (Países Bajos)         | Medalla de plata                 | Equipo                           |
| 2018                             | Legnica (Polonia)                | Medalla de plata                 | Equipo                           |
| Campeonato Europeo en Sala       |                                  |                                  |                                  |
| Año                              | Lugar                            | Medalla                          | Prueba                           |
| 2013                             | Rzeszów (Polonia)                | Medalla de oro                   | Equipo                           |
| 2015                             | Koper (Eslovenia)                | Medalla de plata                 | Equipo                           |
| 2015                             | Koper (Eslovenia)                | Medalla de bronce                | Individual                       |